# فهرست وابسته‌های دیپلماتیک بولیوی

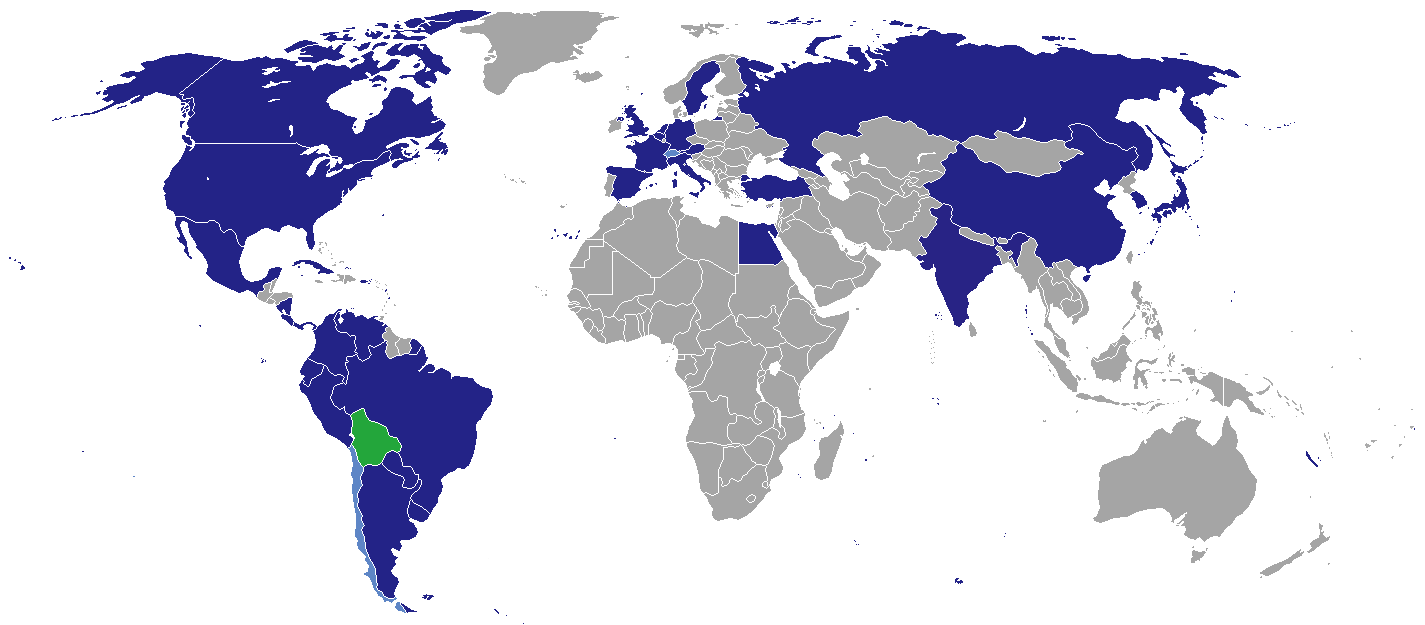
نقشه کشورهای دربردارنده سفارتخانه بولیوی

فهرست سفارت‌های بولیوی، فهرستی از مراکز سفارتخانه و کنسولگری کشور بولیوی در سراسر جهان است.
در نتیجه جنگ پاسیفیک بین پرو و بولیوی (۱۸۷۹ تا ۱۸۸۳)، شیلی از موقعیت استفاده کرد و حاکمیت خود را در بخش شمالی تا حدود یک سوم میزان قبلی گسترش داد که ضمن آن دسترسی بولیوی به اقیانوس آرام از بین رفت، و شیلی به ذخایر ارزشمند نیترات دست یافت.
از همان موقع تا کنون روابط شیلی و بولیوی مکدر است و فقط به چند دفتر کنسولگری، جهت بهبود روابط بسنده کرده‌اند.

## آسیا

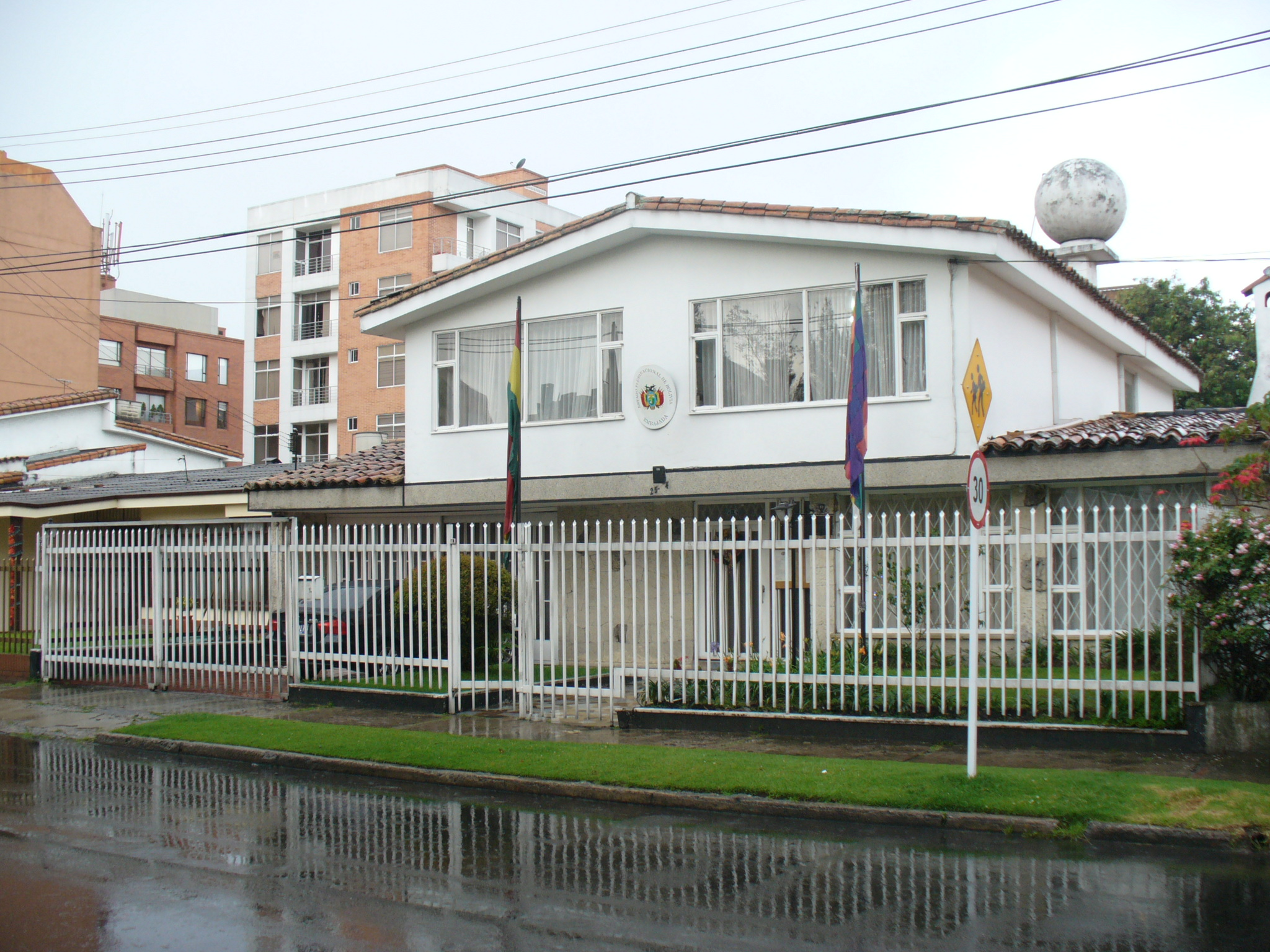
سفارتخانه بولیوی در بوگوتا

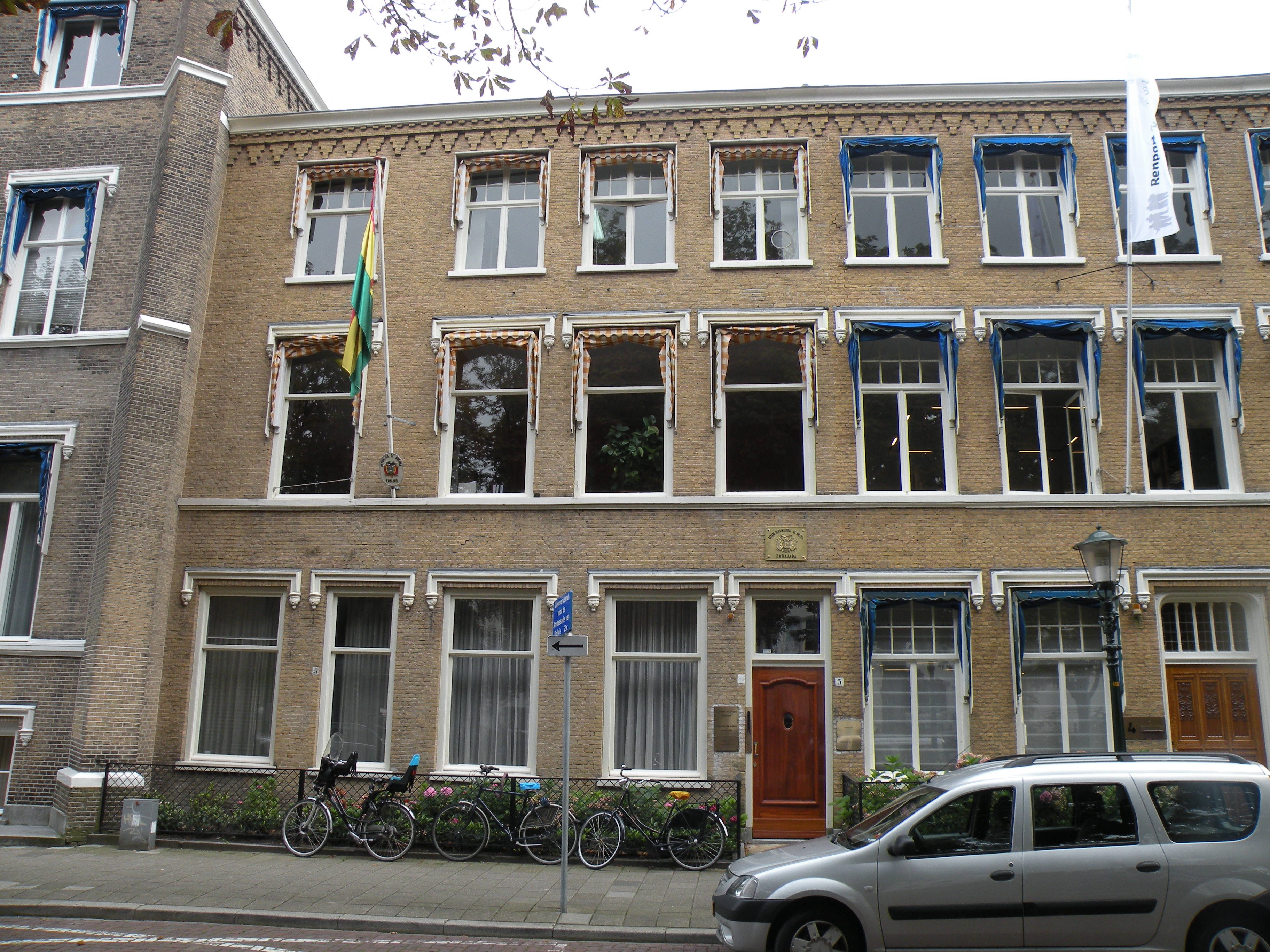
سفارتخانه بولیوی در لاهه

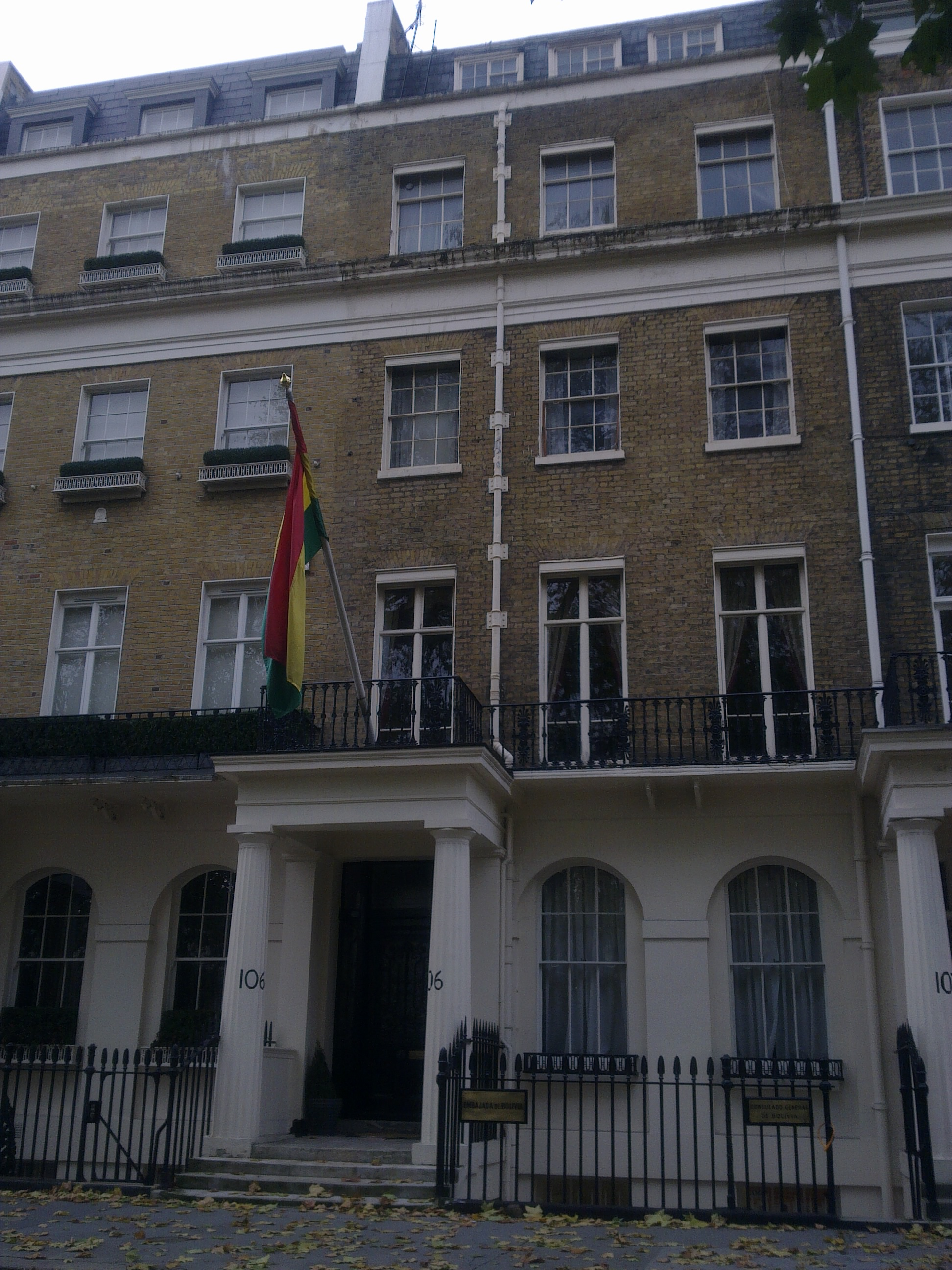
سفارتخانه بولیوی در لندن

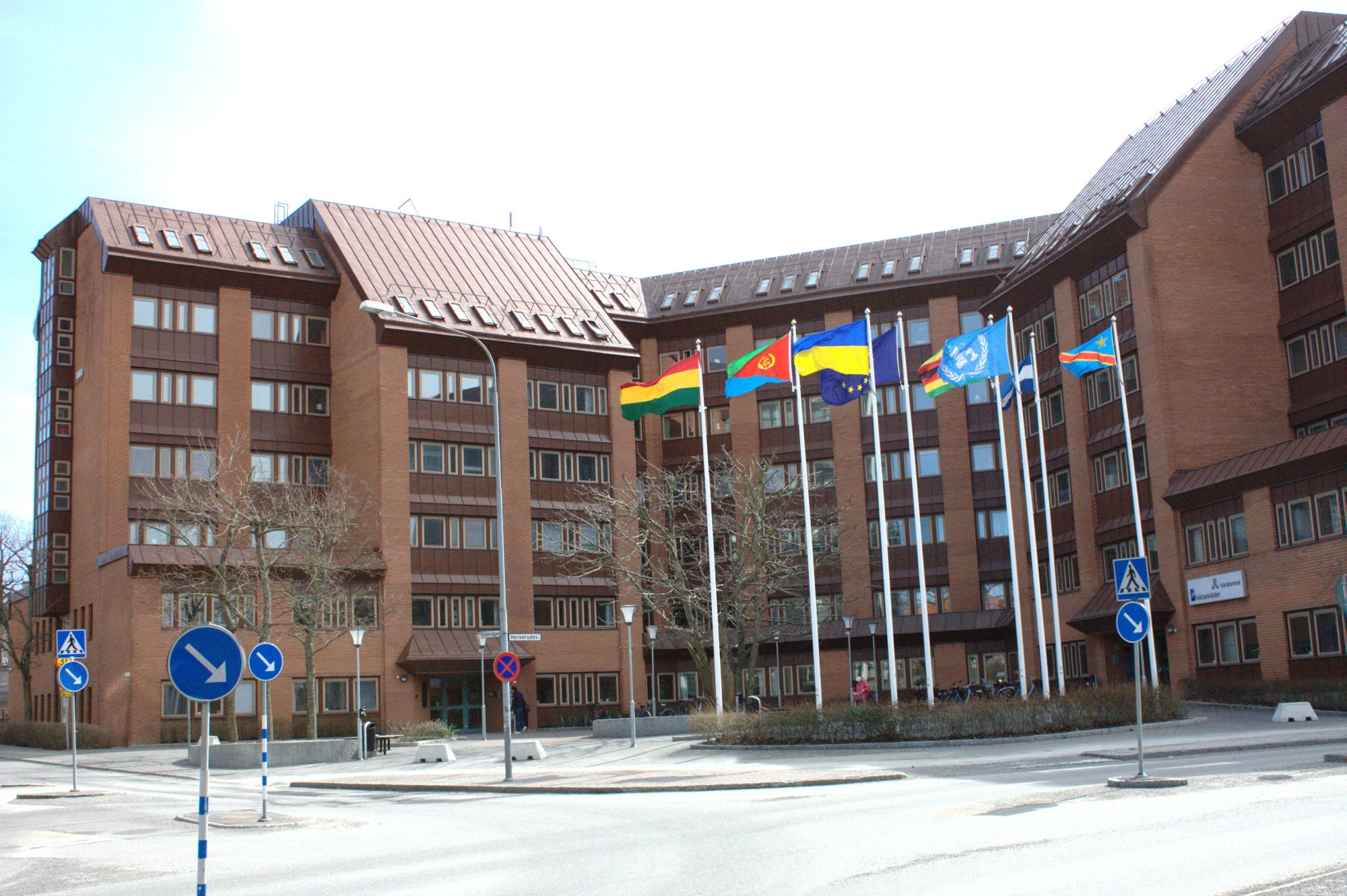
سفارتخانه بولیوی در استکهلم

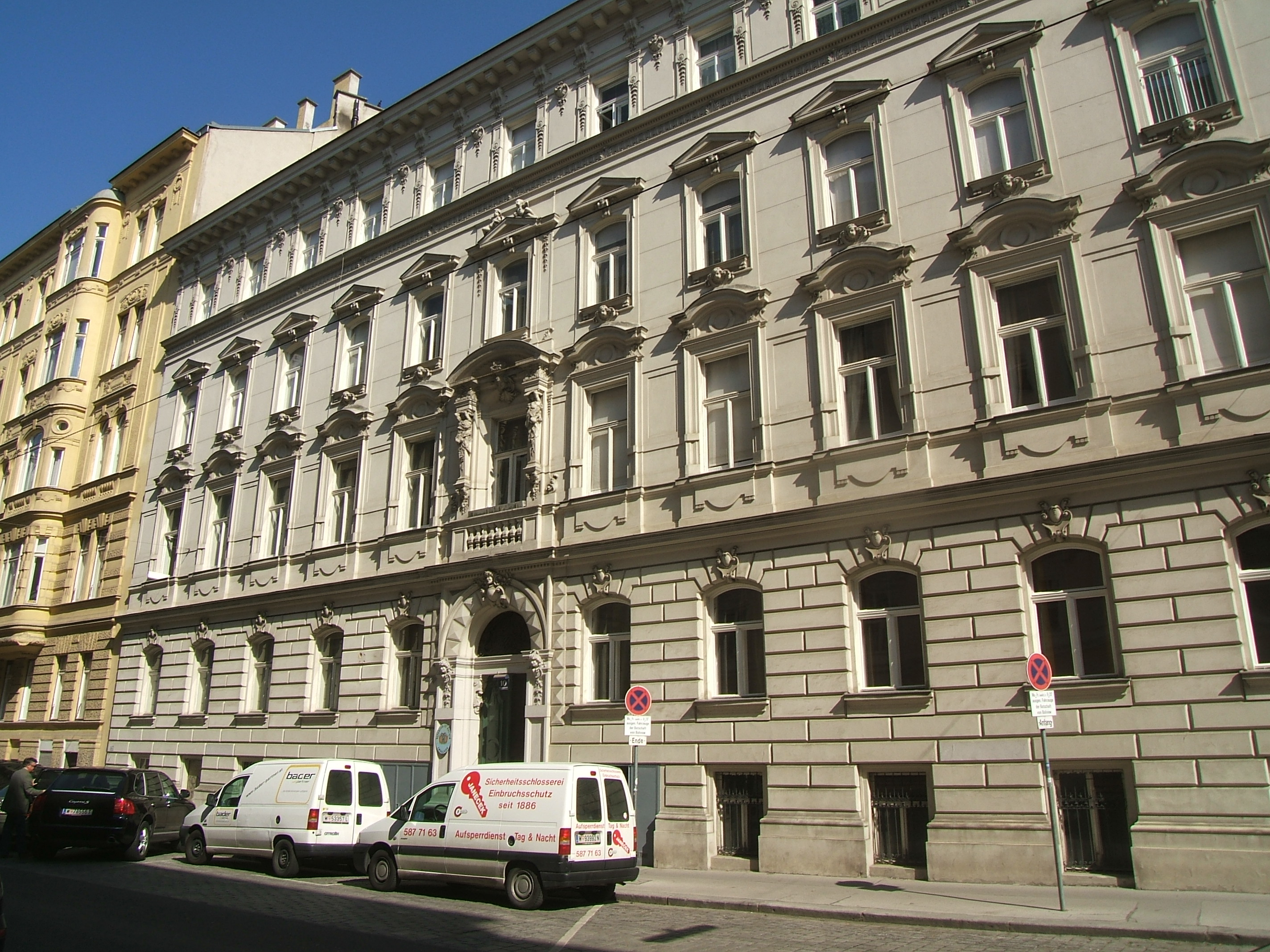
سفارتخانه بولیوی در وین

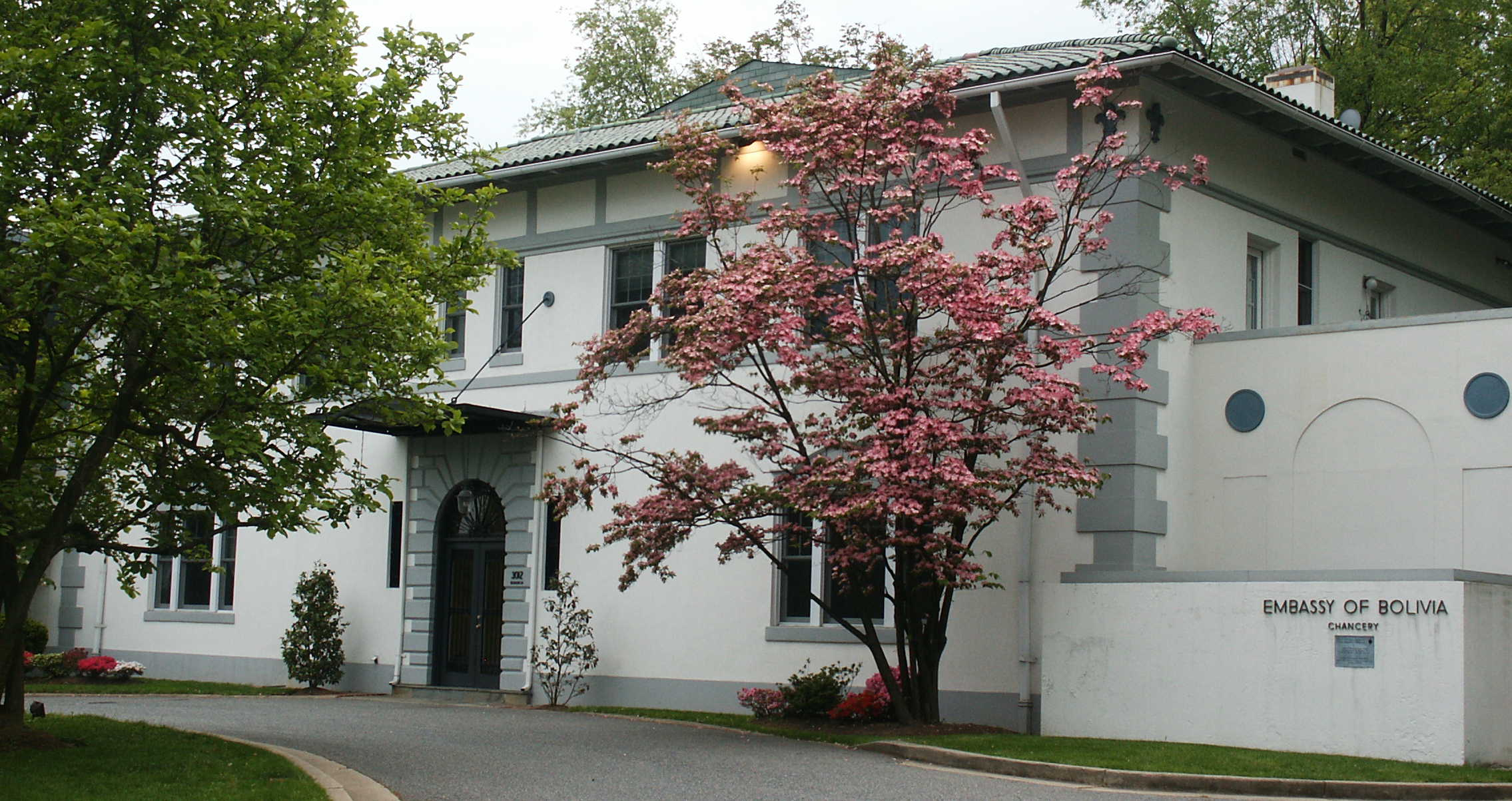
سفارتخانه بولیوی در واشینگتن دی سی

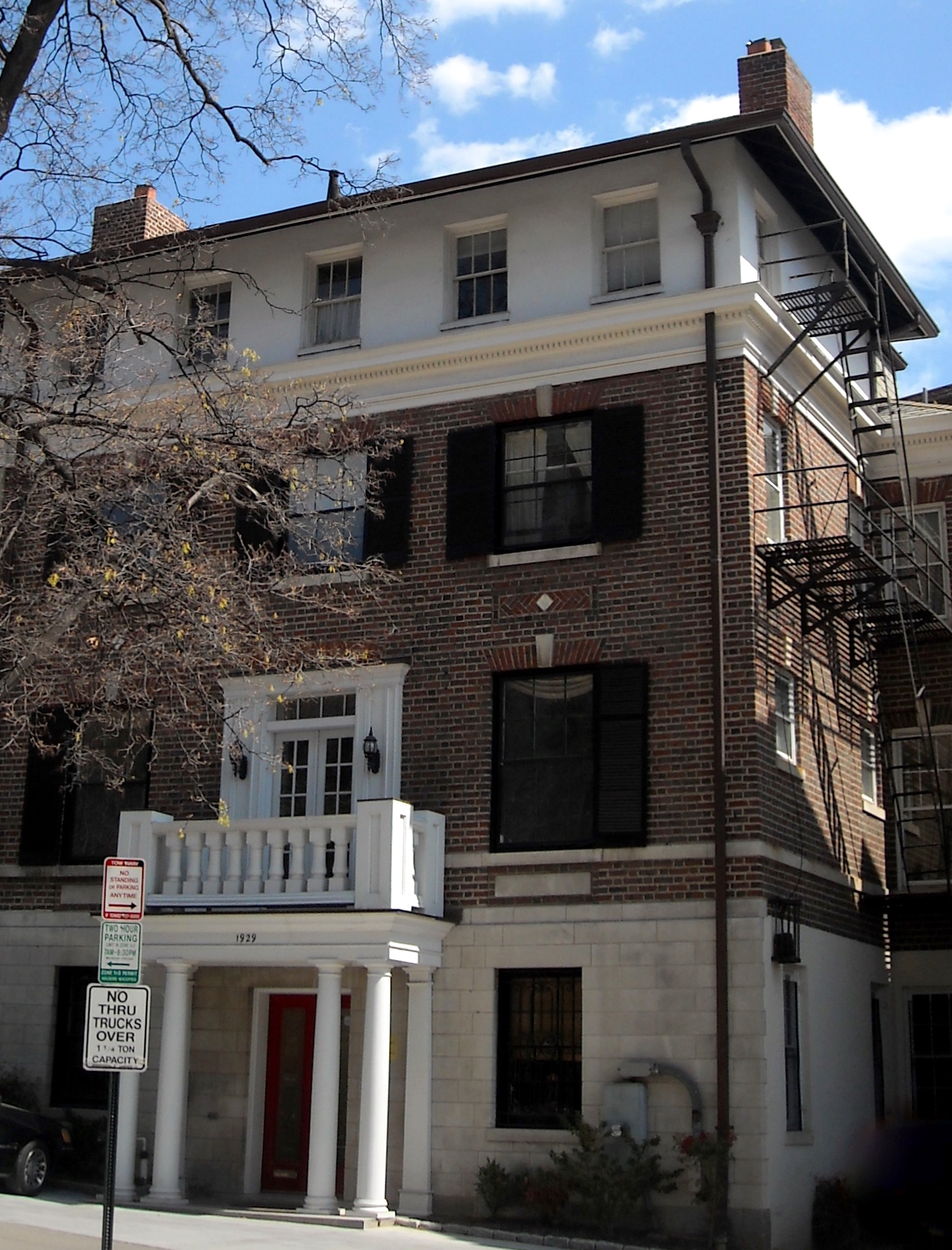
نمایندگی دائم بولیوی به سازمان کشورهای آمریکایی در واشینگتن دی سی

- چین
  - پکن (سفارت)
- هند
  - دهلی نو (سفارت)
- ایران
  - تهران (سفارت)
- ژاپن
  - توکیو (سفارت)
- کره جنوبی
  - سئول (سفارت)

## آفریقا
- مصر
  - قاهره (سفارت)

## آمریکا
- آرژانتین
  - بوئنوس آیرس (سفارت)
  - کوردوبا (کنسولگری)
  - سان سالوادور ده خوخوئی (کنسولگری)
  - لا قویکا (کنسولگری)
  - مندوزا (کنسولگری)
  - سان رامون ده لا نوئوا اوران (کنسولگری)
  - پوسیتو دپارتمنت (کنسولگری)
  - روساریو، سانتا فه (کنسولگری)
  - سالتا (کنسولگری)
  - ویدما (کنسولگری)
- برزیل
  - برازیلیا (سفارت)
  - ریو دو ژانیرو (سرکنسولگری)
  - سائوپائولو (سرکنسولگری)
  - برازیلئیا (کنسولگری)
  - کامپوگرانده (کنسولگری)
  - کرومبا (کنسولگری)
  - کویابا (کنسولگری)
  - گواجرا-میریم (کنسولگری)
- کانادا
  - اتاوا (سفارت)
- شیلی
  - سانتیاگو (سرکنسولگری)
  - آریکا (سرکنسولگری)
  - آنتوفاگاستا (کنسولگری)
  - کالاما (کنسولگری)
  - ایکویک (کنسولگری)
- کلمبیا
  - بوگوتا (سفارت)
- کاستاریکا
  - سان خوزه (سفارت)
- کوبا
  - هاوانا (سفارت)
- اکوادور
  - کیتو (سفارت)
- مکزیک
  - مکزیکوسیتی (سفارت)
- پاناما
  - پاناماسیتی (سفارت)
- پاراگوئه
  - آسونسیون (سفارت)
- پرو
  - لیما (سفارت)
  - کوزکو (کنسولگری)
  - ایلو (کنسولگری)
  - پونو (کنسولگری)
  - تاکنا (کنسولگری)
- ایالات متحده آمریکا
  - واشینگتن دی سی (سفارت)
  - لس آنجلس (سرکنسولگری)
  - میامی (سرکنسولگری)
  - نیویورک (سرکنسولگری)
  - هوستون (کنسولگری)
- اروگوئه
  - مونته ویدئو (سفارت)
- ونزوئلا
  - کاراکاس (سفارت)

## اروپا
- اتریش
  - وین (سفارت)
- بلژیک
  - بروکسل (سفارت)
- دانمارک
  - کپنهاگ (سفارت)
- فرانسه
  - پاریس (سفارت)
- آلمان
  - برلین (سفارت)
- سریر مقدس
  - واتیکان (سفارت)
- ایتالیا
  - رم (سفارت)
- هلند
  - لاهه (سفارت)
- روسیه
  - مسکو (سفارت)
- اسپانیا
  - مادرید (سفارت)
  - بارسلونا (سرکنسولگری)
  - مورسیا (کنسولگری)
  - سویا (کنسولگری)
  - والنسیا (کنسولگری)
- سوئد
  - استکهلم (سفارت)
- سوئیس
  - ژنو (نمایندگی)
- بریتانیا
  - لندن (سفارت)

## سازمان‌های چندجانبه
- بروکسل (مأموریت به اتحادیه اروپا)
- ژنو (نمایندگی دائم به سازمان ملل متحد و دیگر سازمان‌های بین‌المللی)
- مونته ویدئو (نمایندگی دائم به آلادی و مرکوسور)
- نیویورک (نمایندگی دائم به سازمان ملل متحد)
- پاریس (نمایندگی دائم به یونسکو)
- رم (نمایندگی دائم به فائو)
- واشینگتن دی سی (نمایندگی دائم به سازمان کشورهای آمریکایی)